# ایتسخاک فینتسی
ایتسخاک فینتسی (بلغاری: Ицхак Финци (Ицко Финци)؛ زادهٔ ۲۵ آوریل ۱۹۳۳) هنرپیشه سینما و تئاتر اهل کشور بلغارستان است. ی در شهر صوفیه زاده شد و در همان شهر از دانشکده هنرهای دراماتیک فارغ‌التحصیل شد. این هنرمند پسری به نام ساموئل فینتسی دارد که او نیز بازیگر است.